# José Riesgo
José Riesgo (n. Madrid; 8 de septiembre de 1919 - f. 16 de mayo de 2002) fue un actor español.

## Biografía
Tras la guerra civil española, se dedicó a la fontanería hasta que en 1943 empieza a trabajar como figurante en cine. En los siguientes años interpreta papeles muy cortos en películas como Los últimos de Filipinas (1945) o Botón de ancla (1948).
Con los años, sin embargo, sus apariciones van cobrando mayor relieve, aunque nunca pasó de interpretar papeles de reparto. Su filmografía, en cualquier caso, es una de las más prolíficas del cine español, con cerca de 150 títulos. Ha trabajado a las órdenes de directores como Luis Buñuel, Edgar Neville, Ladislao Vajda, Luis García Berlanga, Sergio Leone, Juan Antonio Bardem, Antonio Isasi-Isasmendi, Vicente Escrivá, Mariano Ozores, Juan de Orduña, José María Elorrieta, Jacinto Molina, Pedro Lazaga o José María Forqué.
Fue don Miguel, el padrino de Curro Jiménez en la serie del mismo nombre y alcalde en algún capítulo de Los gozos y las sombras.
Su mayor época de popularidad, sin embargo, le llega a través de la televisión, cuando entre 1979 y 1986 interpretó al quiosquero Julián en el popular espacio infantil Barrio Sésamo, de Televisión española. Tras 1987, José Riesgo volvió a interpretar a Julián para algunas adaptaciones teatrales de Barrio Sésamo. Después de esto se retiró definitivamente de los escenarios y falleció el 16 de mayo de 2002.

## Filmografía (selección)
- Mi amigo el vagabundo (1984)
- Buscando a Perico (1982)
- Le llamaban J.R. (1982)
- Cristóbal Colón, de oficio... descubridor (1982)
- El retorno del hombre lobo (1981)
- El liguero mágico (1980)
- Historia de 'S' (1979)
- El perro (1977)
- Furtivos (1975)
- Yo soy Fulana de Tal (1975)
- Una abuelita de antes de la guerra (1975)
- El chulo (1974)
- Señora doctor (1974)
- La curiosa (1973)
- Celos, amor y Mercado Común (1973)
- La llamaban La Madrina (1973)
- Marianela (1972)
- Tristana (1970)
- Villa Cabalga (1968)
- Operación cabaretera (1967)
- Lola, espejo oscuro (1966)
- La ley del Colt (1965)
- Por un puñado de dólares (1964)
- Bienvenido, padre Murray (1964)
- Dos de la mafia (1964)
- La chica del gato (1964)
- El turista (1963)
- Noches de Casablanca (1963)
- Alegre juventud (1963)
- El grano de mostaza (1962)
- Cupido contrabandista (1962)
- Todos eran culpables (1962)
- Viridiana (1961)
- Fray Escoba (1961)
- Nada menos que un arkángel (1960)
- Pasa la tuna (1960)
- El hombre que perdió el tren (1960)
- Bombas para la paz (1959)
- El día de los enamorados (1959)
- Venta de Vargas (1959)
- La vida por delante (1958)
- La venganza (1958)
- Héroes del aire (1958)
- Mañana cuando amanezca (1957)
- El genio alegre (1957)
- Los maridos no cenan en casa (1957)
- Todos somos necesarios (1956)
- Fedra (1956)
- Manolo, guardia urbano (1956)
- Felices Pascuas (1954)
- Malvaloca (1954)
- Bienvenido, Mister Marshall (1953)
- Sabela de Cambados (1949)